# Liliowce pierzaste
Liliowce pierzaste (Comatulida) – rząd szkarłupni w gromadzie liliowców (Crinoidea). Ich przedstawiciele jako osobniki dojrzałe najczęściej nie posiadają łodygi. Posiadają kielich, w którego centralnej części znajduje się otwór gębowy otoczony pięcioma ramionami, często podzielony promieniami z pierzastymi odnogami. Liliowce żyją na dnie mórz i w rafach wód tropikalnych i umiarkowanych.

## Taksonomia
Gromada Liliowce (Crinoidea) dzieli się dotąd na 4 rzędy: Rząd Bourgueticrinida, Rząd Comatulida, Rząd Isocrinida i Rząd Millericrinida. Lilie morskie (Bourgueticrinida) początkowo uważano za należące do podklasy Articulata siostrzanego taksonu Comatulida, badania z 2011 roku wykazały jednak, że powinno się je nazwać Bourgueticrinina i  zaliczyć jako podrząd Comatulida.

## Charakterystyka
Podobnie jak u innych szkarłupni liliowce jako osobniki dorosłe mają symetrię promienistą, zaś ich stadia młodociane grzbiecistą. W późnym stadium rozwoju larwy przytwierdzają się łodygą do dna morskiego. Ich szkielet wewnętrzny zbudowany jest z wielu wapiennych płytek zanużonych w epidermie i pokrytych cienkim naskórkiem. Ich ciało ma kształt kielicha z pokrywką (tegumentem), w którym otwór gębowy i odbyt znajdują się w pobliżu krawędzi, a jelito jest U-kształtne. Zakończenie łodygi przypomina pazur z bocznymi wyrostkami (cirri), którymi przytwierdzają się do podłoża i utrzymują liliowca w miejscu.
Na krawędzi tegumentu znajduje się pięć długich, często rozgałęzionych ramion. Początkowo liliowce posiadają 10 ramion, a każde z nich jest pojedynczo rozgałęzione. Ich ramiona są delikatne, a po oderwaniu na miejscu jednego wyrastają co najmniej dwa, dzięki czemu ich liczba może wzrosnąć. Ramiona składają się z połączonych stawowo i utrzymywanych więzadłami, płytek wapiennych. Odgałęzienia mają podobną strukturę. Ramiona są bardzo elastyczne i mogą się łatwo zwijać lub rozwijać.
Na odgałęzieniach tworzą się bruzdy, które łączą się z innymi, znajdującymi się na łodydze i prowadzącymi do otworu gębowego, które przykryte są wapiennymi płytkami i otoczone rzęskami.

## Zachowanie
Wiele liliowców żyje w szczelinach, pod koralowcami lub wewnątrz gąbek, gdzie jedyną widoczną częścią ich ciała są wystające ramiona. Prowadzą osiadły tryb życia, rzadko oddzielając się od swoich kryjówek, chociaż część z nich ma zdolność do pełzania po dnie morskim na ramionach, a także wchodzenia na mniejsze głębokości w celu zdobycia pożywienia.

## Pożywienie
Szkarłupnie są filtratorami. Ich ramiona są tak ustawione, żeby zmaksymalizować powierzchnię, którą chłoną pożywienie. Na styku każdej płytki wapiennej znajduje się grupa trzech wypustek, z których najdłuższa służy do poszukiwania planktonu w otaczającej wodzie. Po znalezieniu pokarmu jest on gromadzony w układzie ambukularnym przez wszystkie trzy wypustki. Tutaj jest za pomocą śluzu formowany w bolus i za pomocą rzęsek kierowany w dół otworu gębowego.

## Rozmnażanie
Liliowce pierzaste są dwupiennie. Występują zarówno osobniki męskie jak i żeńskie. Cechuje je zapłodnienie zewnętrzne. Posiadają planktoniczne stadium larwalne, które dryfuje wraz z wodą, a po kilku stadiach przytwierdza się do dna morskiego za pomocą łodygi. Podczas przeobrażenia łodyga pęka, a młode wydostają się na zewnątrz i mogą poruszać.

## Ekologia
Liliowce pierzaste składają się w 80% z węglanu wapnia, co sprawia, że nie są apetyczne dla większości drapieżników. Wiele gatunków ryb odżywia się nimi, odrywając jedno ramię lub inną część ich ciała, które jednak są w stanie się zregenerować. 
Wiele bezkręgowców żyje jako komensale wśród ramion liliowców, przez co stają się one atrakcyjnym pożywieniem dla drapieżników. 
Utrata ramion może być wynikiem autotomii w celu uratowania reszty organizmu. Czas regeneracji 20 cm ramienia, u niektórych gatunków wynosi około 9 miesięcy.

## Inne Comatulida
W Światowym Rejestrze Gatunków Morskich znajdują się następujące podrzędy, nadrodziny i rodziny:
```
   Podrząd Bourgueticrinina
           Rodzina Bathycrinidae
           Rodzina Bourgueticrinidae
           Rodzina Phrynocrinidae
           Rodzina Porphyrocrinidae
           Rodzina Septocrinidae
   Podrząd Comatulidina
       Nadrodzina Antedonacea
           Rodzina Antedonidae
           Rodzina Pentametrocrinidae
           Rodzina Zenometridae
       Nadrodzina Atelecrinacea
           Rodzina Atelecrinidae
       Nadrodzina Comasteracea
           Rodzina Comasteridae
       Nadrodzina Comatulidina incertae sedis
       Nadrodzina Mariametracea
           Rodzina Colobometridae
           Rodzina Eudiocrinidae
           Rodzina Himerometridae
           Rodzina Mariametridae
           Rodzina Zygometridae
       Nadrodzina Notocrinacea
           Rodzina Aporometridae
           Rodzina Notocrinidae
       Nadrodzina Tropiometracea
           Rodzina Asterometridae
           Rodzina Calometridae
           Rodzina Charitometridae
           Rodzina Ptilometridae
           Rodzina Thalassometridae
           Rodzina Tropiometridae
   Podrząd Guillecrinina
           Rodzina Guillecrinidae
```

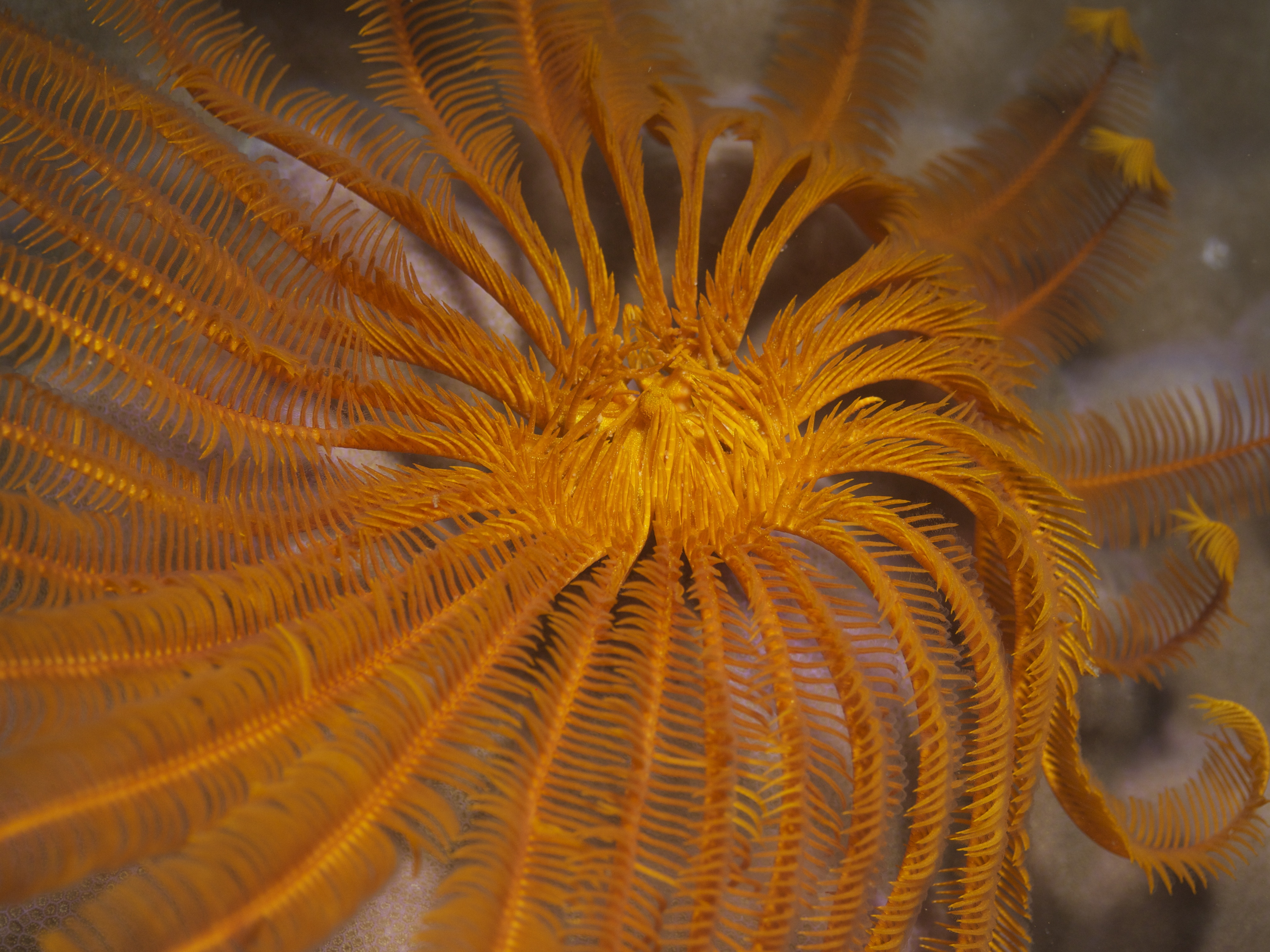
Comatulida
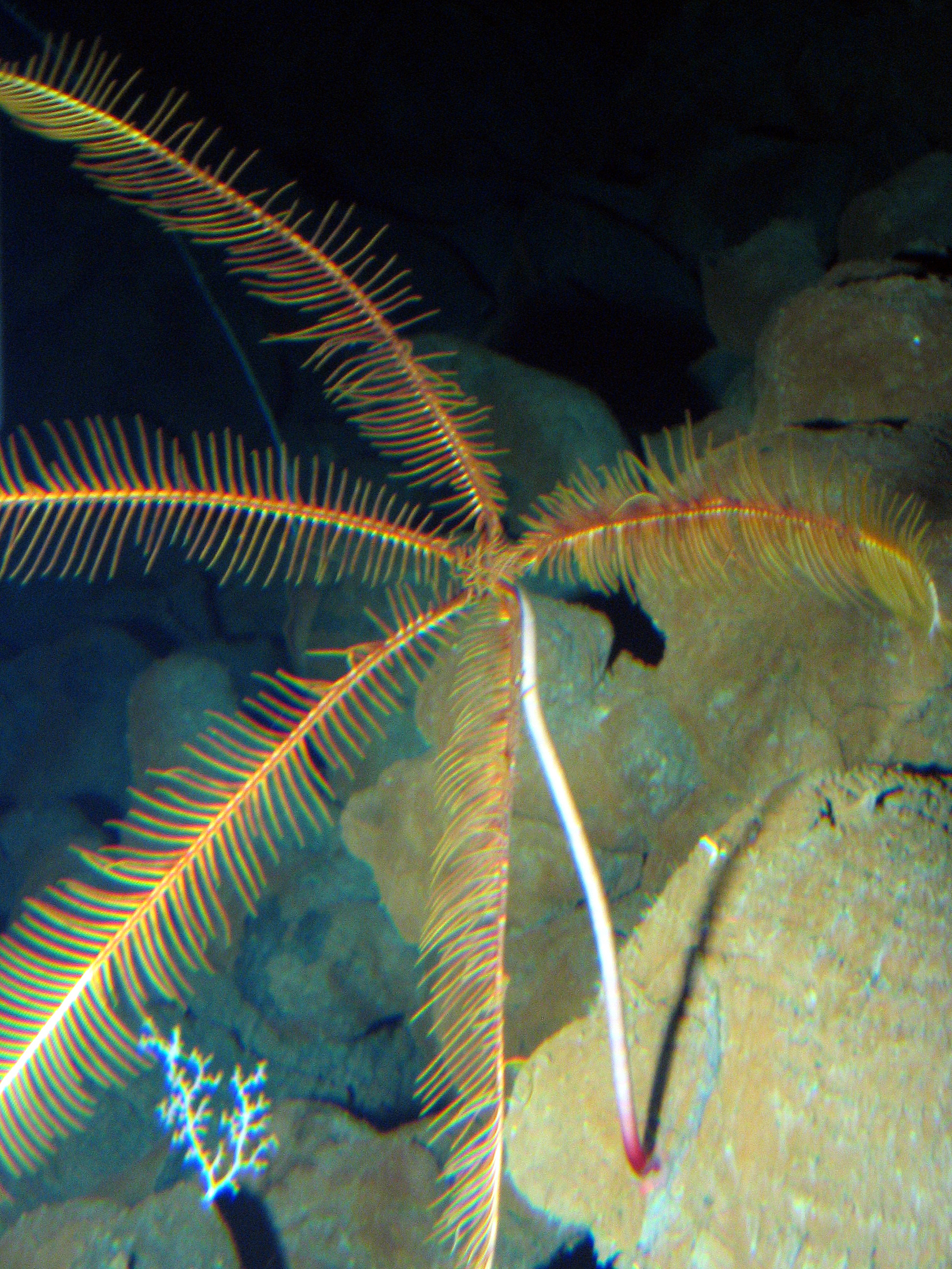
Guillecrinus neocaledonicus
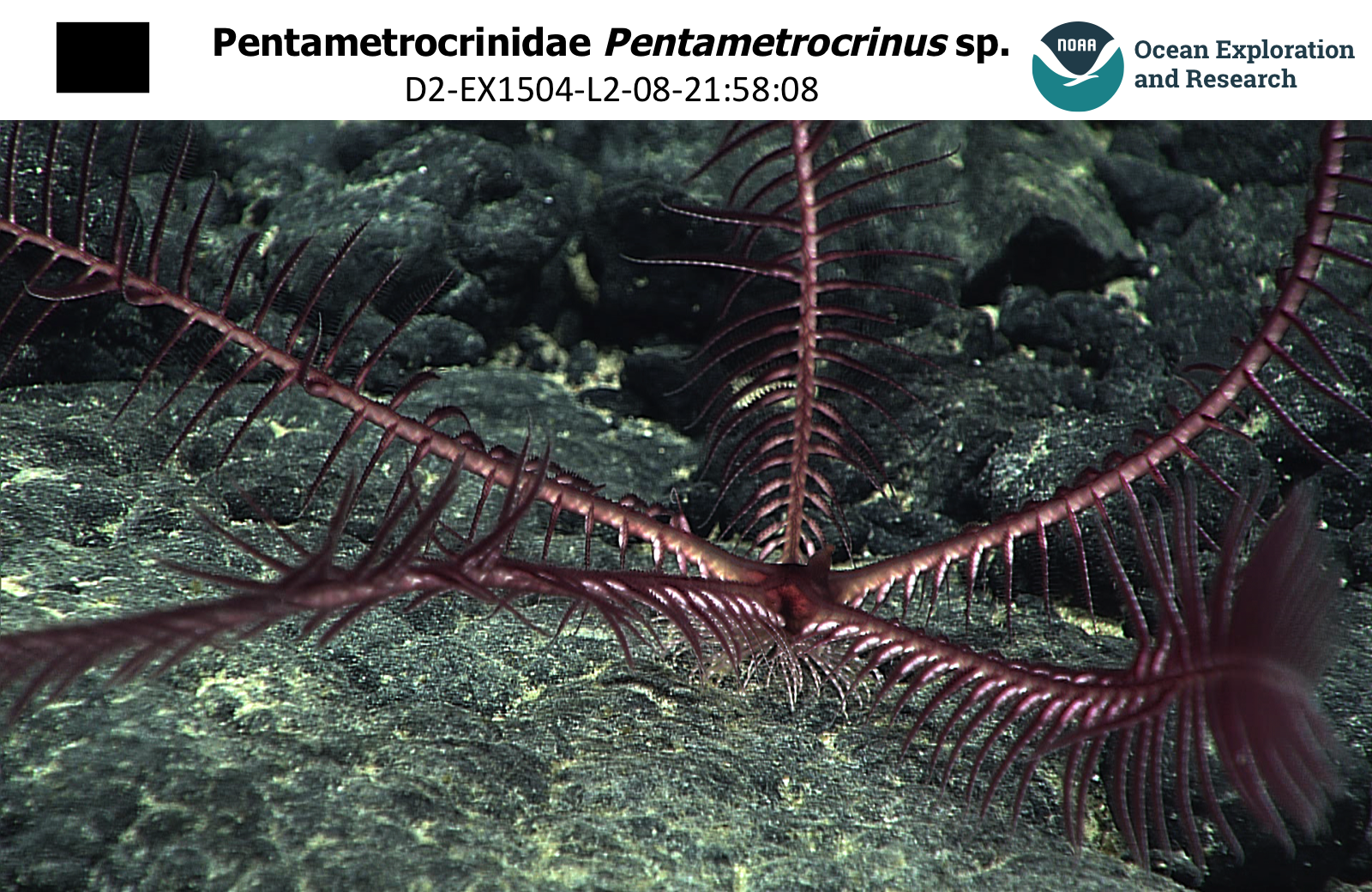
Pentametrocrinus sp
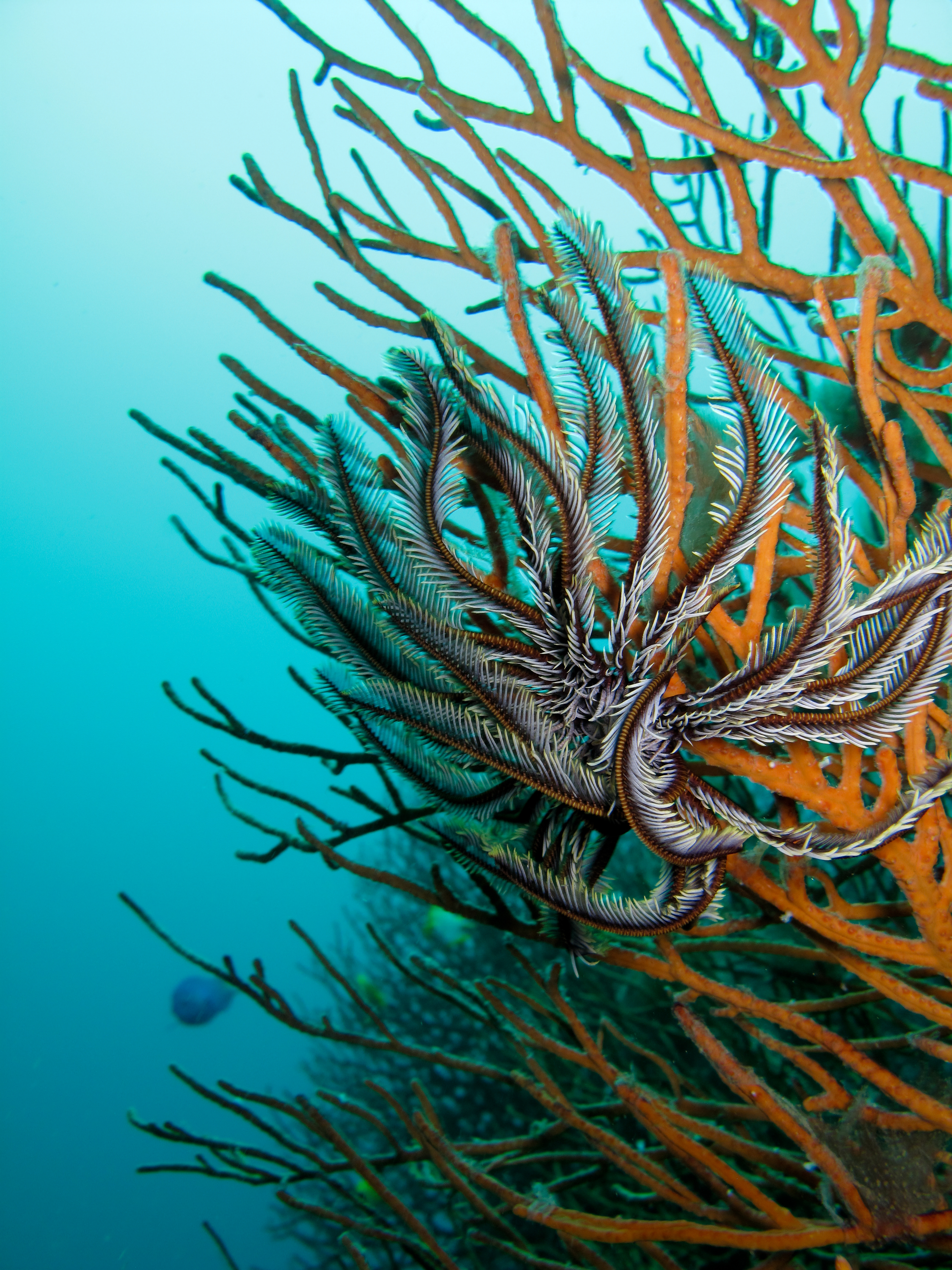
Ryby w ramionach koralowca
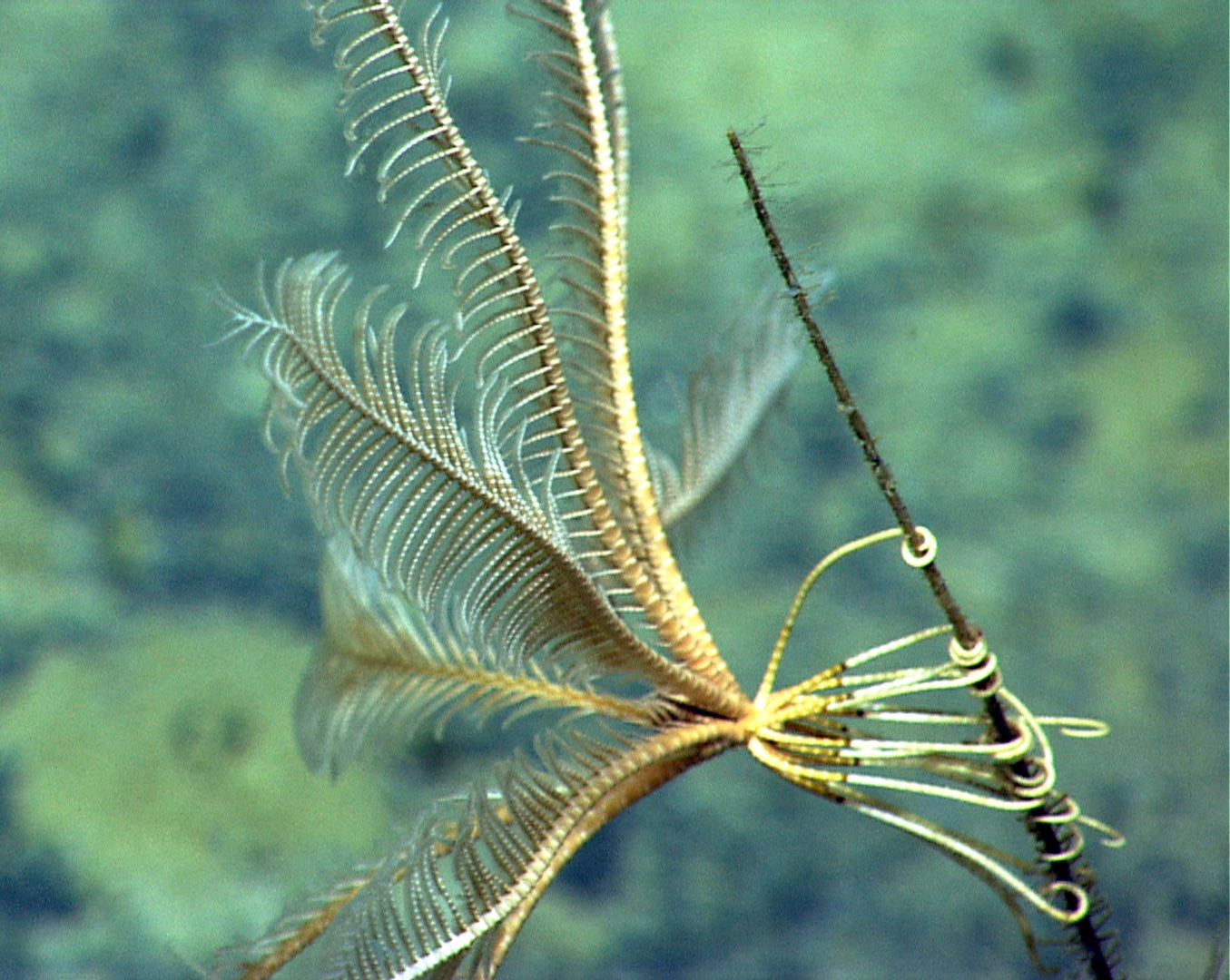
Thalassometridae sp